# Елистратов, Семён Андреевич
Семён Андре́евич Елистра́тов (род. 3 мая 1990, Уфа, Башкирская АССР, СССР) — российский шорт-трекист, олимпийский чемпион 2014 года в эстафете, бронзовый призёр Олимпийских игр 2018 года и 2022 года на дистанции 1500 метров. Чемпион мира 2015 года на дистанции 1500 м, многократный чемпион Европы. Заслуженный мастер спорта России (2013).

## Общая информация
Окончил школу № 31 г. Уфы. В сборной России с 2007 года. Представляет Башкортостан, СДЮШОР № 1 Октябрьского района г. Уфы.  Является тренером спортивной команды Приволжского округа войск национальной гвардии Российской Федерации, имеет воинское звание «капитан».
В марте 2016 года стало известно, что в допинг-пробе спортсмена был обнаружен препарат мельдоний, внесенный ВАДА в список запрещенных с 1 января 2016 года. 21 апреля 2016 года ISU сняло отстранение со спортсмена.

## Спортивные достижения
- Олимпийский чемпион 2014 (эстафета)
- Бронзовый призёр Олимпийский игр 2018 (1500 метров)[5]
- Чемпион России 2008 (многоборье)
- Серебряный призёр чемпионата России 2007 (многоборье)
- Рекордсмен России в эстафете 5000 метров (мужчины) (Сергей Пранкевич, Евгений Козулин, Вячеслав Кургинян, Семён Елистратов) — 6:46.336 сек. (13 ноября 2009 года, США, Маркетт)
- 5-е место на чемпионате мира среди юниоров 2009 на дистанции 1000 метров и в эстафете 3000 метров (9—11 января 2009, Канада, Шербрук)
- Чемпион Европы на дистанции 1500 метров (17 января 2014, Германия, Дрезден)
- Чемпион Европы в эстафете (17-19 января 2014, Германия, Дрезден)
- Серебряный призёр чемпионата Европы в многоборье (17-19 января 2014, Германия, Дрезден)
- Чемпион мира на дистанции 1500 метров (12-15 марта 2015 Москва)
- Чемпион Европы на дистанциях 1000 и 1500 метров, а также в многоборье (Сочи, Россия).
- Обладатель Кубка мира на дистанции 1000 метров в сезонах 2014/15, 2015/16.
- 6 февраля 2016 года установил мировой рекорд на дистанции 1000 метров на этапе Кубка мира, который проходил в Дрездене. В четвертьфинальном забеге финишировал с результатом 1:22,607..
- Чемпион Европы 2019 года на дистанции 1000 м.

### Результаты на Олимпийских играх
| Олимпийские игры | Команда | 500 м | 1000 м | 1500 м | Эстафета | Смеш. эстафета |
| ---------------- | ------- | ----- | ------ | ------ | -------- | -------------- |
| 2010 Ванкувер    | Россия  | 24    | 24     | 24     | —        | н/д            |
| 2014 Сочи        | Россия  | 15    | 6      | 11     | 1        | н/д            |
| 2018 Пхёнчхан    | ОСР     | 20    | 6      | 3      | —        | н/д            |
| 2022 Пекин       | ОКР     | —     | 21     | 3      | 4        | 7              |

## Награды
- Орден Дружбы (24 февраля 2014 года) — за большой вклад в развитие физической культуры и спорта, высокие спортивные достижения на XXII Олимпийских зимних играх 2014 года в городе Сочи[6].
- Медаль ордена «За заслуги перед Отечеством» I степени (25 февраля 2022 года) — за высокие спортивные достижения, волю к победе, стойкость и целеустремлённость, проявленные на XXIIV Олимпийских зимних играх 2022 года в городе Пекине (Китайская Народная Республика)[7];
- Медаль ордена «За заслуги перед Отечеством» II-й степени (28 февраля 2018) — за высокие спортивные достижения на XVIII Олимпийских зимних играх 2018 года в городе Пхенчхане (Республика Корея), проявленные волю к победе, стойкость и целеустремленность[8].
- Медаль «За боевое содружество» (2018 год, Росгвардия)[9].

## Личная жизнь
Женат. Жена — Юлия Елистратова (Кузьминых). Свадьба состоялась 4 сентября 2015 года в Уфе. Сын Лев (род. 20 сентября 2018).